# Casa Huaco Bustos
La Casa Huaco Bustos es una casona colonial ubicada en la calle Siete Cuartones en el centro histórico del Cusco, Perú.
En 1700 esta casa estuvo anexada junto con sus adyacentes hasta la calle Méloc y era su propietario Juan de Mendoza y Contreras. En 1740 figura la Compañía de Jesús como su propietaria que más tarde, en 1747, la permutaría con Andrés Navarro Cacha Gualpa y Pascuala Quispe por las casas que estos tenían junto al Colegio Jesuítico. Se sabe que en este mismo año en una de estas casas anexadas (tres), existía una panadería y la de la esquina poseía una pila de agua.
Desde 1972 el inmueble forma parte de la Zona Monumental del Cusco declarada como Monumento Histórico del Perú. Asimismo, en 1983 al ser parte del casco histórico de la ciudad del Cusco, forma parte de la zona central declarada por la UNESCO como Patrimonio Cultural de la Humanidad.